# Martín Rodríguez (homme politique)
Martín Rodríguez (Buenos Aires, 1771 - Montevideo, 1845) est un militaire et homme politique argentin de la première moitié du XIXe siècle. 

## Biographie
Martín Rodríguez s’illustre, comme chef militaire, dans la résistance de Buenos Aires contre les invasions anglaises du Río de la Plata, puis lors de la guerre d’indépendance de l’Argentine. 
En tant qu’homme politique, il joue un rôle de premier plan que dans le processus politique de la révolution de Mai en 1810, et assume pendant quatre ans, à partir de 1820, la fonction de gouverneur de Buenos Aires. C’est à ce dernier titre qu’il entreprend, de concert avec son secrétaire de gouvernement Bernardino Rivadavia et son secrétaire aux finances Manuel José García, une vaste série de réformes politiques, économiques et sociales.